# Australian International Motor Show

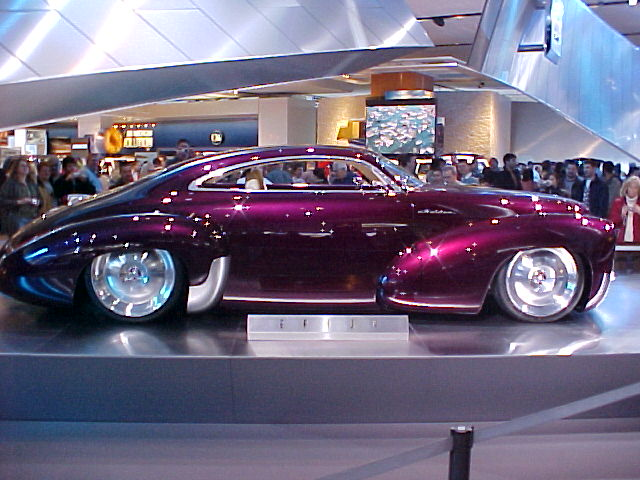
De Holden Efijy tijdens de AIMS van 2007

De Australian International Motor Show was een jaarlijks autosalon in Sydney, Australië. Tot 2004 was deze beurs bekend onder de naam "Sydney Motor Show" maar werd in dat jaar omgedoopt naar Australian International Motor Show. Dit om het internationale karakter van de beurs te benadrukken. De Australian International Motor Show hoorde tot de tien grootste van de wereld. De show vond plaats in het "Sydney Convention and Exhibition Centre" dat dicht bij het centrum van Sydney te vinden is.

## AIMS 2007
De Australian International Motor Show van 2007 werd gehouden van 11 t/m 21 oktober.

### Conceptmodellen
Deze conceptsauto's waren terug te vinden op de Australian International Motor Show van 2007:
- Holden Efijy
- BMW CS Concept
- Hyundai Veloster Concept
- Mazda 3MPS Extreme
- Ford F6 X

### Productiemodellen
Deze nieuwe productiemodellen maakte hun debuut op de AIMS van 2007:
- Holden Sportwagon
- Toyota Landcruiser
- Volkswagen Touareg R50
- Nissan Dualis (De Nissan Dualis is een Nissan Qashqai aangepast voor de Australische markt)